# Campanula myrtifolia
Espèce
Classification phylogénétique
La Campanule à feuille de Myrte est une petite plante vivace de 10 à 15 cm, que l'on rencontre au sud de la Turquie dans les parois et fissures calcaire entre 1000 et 2000 m.